# الدين في كرواتيا
الأديان الرئيسية في كرواتيا هي المسيحية بطوائفها والإسلام.

## السكان
| الدين في كرواتيا (2011) | الدين في كرواتيا (2011) | الدين في كرواتيا (2011) | الدين في كرواتيا (2011) | الدين في كرواتيا (2011) |
| ----------------------- | ----------------------- | ----------------------- | ----------------------- | ----------------------- |
| الدين                   | الدين                   |                         | النسبة                  | النسبة                  |
| الرومانية الكاثوليكية   | الرومانية الكاثوليكية   |                         | 86.28%                  | 86.28%                  |
| أرثوذكسية شرقية         | أرثوذكسية شرقية         |                         | 4.44%                   | 4.44%                   |
| الإسلام                 | الإسلام                 |                         | 1.47%                   | 1.47%                   |
| بروتستانتية             | بروتستانتية             |                         | 0.34%                   | 0.34%                   |
| إلحاد أو لاأدرية        | إلحاد أو لاأدرية        |                         | 4.57%                   | 4.57%                   |
| آخرون وغير محدد         | آخرون وغير محدد         |                         | 3.24%                   | 3.24%                   |

في كرواتيا عدة أديان ومذاهب رئيسية بحسب تعداد السكان لعام 2011 هي:
- الرومانية الكاثوليكية بنسبة 86.28% من جملة السكان.
- أتباع الكنائس الأرثوذكسية الشرقية 4.44%.
- أتباع الطوائف المسيحية البروتستانتية يمثلون 0.34%.
- 0.30% من جملة السكان من أتباع طوائف مسيحية أخرى.
- المسلمون يشكلون 1.47% من جملة السكان.[2]

وبحسب استطلاع يوروستات يوروباروميتر عام 2005؛ ظهر أن 67% من سكان كرواتيا يعتقدون بوجود الله، وقال 7% أنهم لا يؤمنون بالله بأي شكل من الأشكال، في حين أعرب 25% عن إيمانهم بوجود خالق للحياة أو نوع من الروح خالق للكون. وفي استطلاع غالوب عام 2009، أجاب 70% بالإيجاب عندما سُئل «هل الدين جزء مهم من حياتك اليومية؟» أشار استطلاع غالوب البلقان عام 2008 إلى المنظمات الدينية والمؤسسات الأكثر ثقة في البلاد، وكشف الاستطلاع أن 62% من المستطلعين اختيارهم لـ «ثقة كبيرة» أو «بعض» الثقة لتلك المؤسسات، لتحتل مرتبتهم لهم قبل جميع أنواع المؤسسات الحكومية والدولية أو غير الحكومية.

## التعليم الديني

النسبة المئوية لسكان كرواتيا الذين يؤيدون وجود الدين بدلاً من الإلحاد بحسب المقاطعات (إحصاء 2011).

المدارس الحكومية تسمح بالتعليم الديني، وذلك بالتعاون مع الجماعات الدينية التي لديها اتفاقات مع الحكومة الكرواتية، ولكن الحضور ليس إجبارياً على الطلاب. ويتم تنظيم الصفوف على نطاق واسع في مدارس التعليم الأساسي والثانوية. في عام 2009، حضر 92% من تلاميذ مدارس التعليم الأساسي و87% من طلاب المدارس الثانوية في فصول التعليم الديني.

## الإجازات والعطلات الرسمية
تشمل العطل الرسمية في كرواتيا أيضاً الاحتفالات الدينية، مثل:
- عيد الغطاس
- عيد الفصح
- عيد كوربوس كريستي
- عيد انتقال السيدة العذراء
- عيد جميع القديسين اليوم
- عيد الميلاد

تستند العطلات الرسمية على الاحتفالات الدينية السنوية الكاثوليكية، ولكن مواطني جمهورية كرواتيا الحق في الاحتفال بالأعياد الدينية المختلفة، وكذلك حقهم على عدم العمل خلال أعيادهم. وهذا يشمل المسيحيين الذين يحتفلون بعيد الميلاد يوم 7 يناير حسب التقويم اليولياني، والمسلمين خلال عيد الفطر وعيد الأضحى، واليهود في عيد رأس السنة العبرية ويوم الغفران.

## الزواج
بخصوص الزواج فللطوائف الدينية الحق في إتمام مراسم الزواج باعتراف من الحكومة رسمياً، مما يلغي الحاجة لتسجيل عقود الزواج في مكاتب التسجيل الحكومية.
لكل مجتمع ديني وضع قانوني وتشريعات خاصة؛ وتحديداً بشأن التمويل الحكومي والمزايا الضريبية والتعليم الديني في المدارس. يتم ترك الأمور الأخرى إلى كل المؤسسات الدينية للتفاوض بشكل منفصل مع الحكومة. تسجيل الجماعات أو المؤسسات الدينية ليس إلزامياً في كرواتيا، ولكن الجماعات المسجلة تصبح شخصيات اعتبارية ويُفرض عليها الضرائب وغير ذلك. وينص القانون على أن الجماعة الدينية تكون مؤهلة للتسجيل عندما لا يقل عدد أتباعها عن 500 فرد، وتكون مسجلة كجمعية أهلية لمدة 5 سنوات، ويتوجب على الجماعات الدينية الموجودة في الخارج إحضار إذن خطي من البلد الأم يقدم للحكومة للتسجيل.